# Внешняя политика Народной Социалистической Республики Албания
Внешняя политика НРА / НСРА представляет собой уникальный пример внешнеполитических связей, осуществленных одной страной за относительно недолгий период времени. Первоначально албанское руководство делало ставку на сотрудничество только с одной, но сильной страной. При этом за период с 1946 по 1978 гг. была трижды произведена смена главного партнёра (ФНРЮ, СССР, КНР). В дальнейшем, после разрыва отношений со своим последним союзником, Китайской Народной Республикой, албанское руководство кардинально изменило внешнеполитический курс и перешло к полной автаркии. На протяжении почти 10 лет Албания оставалась полностью закрытой страной. Но к концу 1980-х гг., наряду с общим процессом демократизации в странах Центральной и Юго-Восточной Европы, Албания также решила занять более активную позицию в европейской политике. Однако завершение этого процесса произошло уже после полного изменения основ албанского государства.

## Ранний период
После окончания второй мировой войны и изгнания оккупантов с албанских территорий началось создание албанского независимого государства. 11 января 1946 г. была провозглашена Народная Республика Албания (НРА), а в марте была принята конституция, которая закрепила народно-демократический строй. Соответственно, встал вопрос о международном признании молодого государства.
Первой страной, признавшей ещё Временное правительство Албании в апреле 1945 г., стала Югославия (ФНРЮ). При этом тесные отношения албанцев с Коммунистической партией Югославии, сложившиеся ещё в годы войны, продолжили активно развиваться и в первые послевоенные годы. Так, в декабре 1945 г. было создано первое общество дружбы и культурного сотрудничества Албании с зарубежными странами — и им стало общество Албания-Югославия. Также ФНРЮ стала первой страной, в которую председатель албанского демократического правительства Э. Ходжа нанес официальный визит. В результате, 9 июля 1946 г. был подписан первый в истории страны Договор о дружбе, сотрудничестве и взаимной помощи. Также, Югославия предоставляла Албании кредиты на экономические нужды и оказывала различную поддержку в вопросах партийного и государственного строительства. Если принять во внимание тот факт, что торговые отношения НРА с СССР были установлены лишь осенью 1946 г., а развитие албанского государство шло по югославскому образцу и с югославской помощью, то можно констатировать главенствующую роль Югославии в албанской внешней политике на этом этапе. Вслед за ФНРЮ, о признание НРА заявили Польша, Болгария и Чехословакия. А в декабре 1946 г. были установлены полноценные дипломатические отношения с СССР.
Отношения с западными странами были напряженными. Великобритания и США отправили сюда в 1945 г. свои дипломатические миссии, которые затем были отозваны из-за возникших разногласий. Это факт затруднил вступление НРА в Организацию Объединенных Наций. В январе 1945 г. временное правительство Албании выразило желание участвовать в учредительной конференции ООН в Сан-Франциско, против чего резко выступила Греция. Албания так и не приняла участие в работе конференции, в феврале 1947 г. она получила статус «присоединившейся державы», и лишь в 1955 г. стала полноправным членом организации. Никаких побед не принесла и Парижская мирная конференция 1946 г.: Албании получила лишь право совещательного голоса, сумма репараций была сведена к минимуму, а Греция предъявила ей территориальные претензии.
В итоге, первые годы существования албанского государства предопределили ориентацию Албании на группу социалистических стран.

## Треугольник СССР — Югославия — Албания
В дальнейшем, на фоне тесных связей с Югославией, началось активное развитие отношений и с СССР. Так, в июле 1947 г. состоялся первый официальный визит правительственной делегации НРА во главе с Э. Ходжей в Москву. СССР одобрил проводившиеся реформы в стране, предоставил кредит на льготных условиях и обязался помогать албанцем и в дальнейшем. Так, стали параллельно развиваться отношения и с Югославией, и с Советским Союзом.
Однако, 1948 г. обозначился советско-югославским конфликтом. Албанское руководство полностью поддержало Сталина и 1 июля 1948 г. разорвало все имеющиеся с Югославией экономические соглашения на том основании, что они «несовместимы со статусом Албании как суверенного и независимого государства» . После этого, НРА больше чем на 10 лет полностью перешла под советское влияние.
Из-за разрыва отношений с Югославией экономические реформы в стране были затруднены, а показатели годового плана на 1948 г. были выполнены только наполовину. Именно сотрудничество с СССР создало условия для дальнейшего развития хозяйства НРА — Э. Ходжа на заседании Кувенда в июле 1949 г. заметил, что «строительство основ социализма в Албании невозможно без моральной, политической и материальной помощи Советского Союза».

## Период дружбы с СССР
В 1950-е гг. Албания перешла к советской практике пятилетних планов. СССР предоставлял НРА не только кредиты, но и оборудование, а также обеспечивал техническую помощь в процессе строительства многих объектов. Так, советские поставки составляли 93 % оборудования для горнодобывающей и нефтяной промышленностей, 90 % грузового автотранспорта, 80 % тракторов. При этом, долги по кредитам неоднократно списывались, а большая часть помощи предоставлялась безвозмездно или на льготных условиях. В Албанию отправлялись многочисленные советники, специализирующиеся на различных областях, а многие албанцы стали высококвалифицированными специалистами в результате обучения в советских вузах. Неоценимый вклад Советский Союз внес и в становление системы образования и развитие науки, культуры и искусства в стране. Значительно было взаимодействие по партийной линии: в 1950-е гг. советско-албанские встречи на высшем уровне проходили регулярно. Также важной составляющей двусторонних отношений было военное сотрудничество, например, в Албании базировались советские подводные лодки. Вершиной же советско-албанского сотрудничества стал визит Н. С. Хрущёва в НРА в мае 1959 г., первый в истории страны визит главы правительства великой державы.
Албания отказалась от участия в «плане Маршалла» и в феврале 1949 г. стала членом СЭВ, а в 1955 г. — и членом ОВД. Одновременно улучшались отношения с другими социалистическими странами: по линии СЭВ Албания получала оборудование для телефонных и телеграфных станций из Венгрии, цистерны из Польши, текстиль из Чехословакии, цемент из Румынии, саженцы из Болгарии и много другое.
В целом, международное положение НРА в 1950-е гг. укрепилось. Были установлены дипломатические отношения с рядом нейтральных государств, а также с группой стран Азии и Африки, ставшими независимыми в эти годы. Как уже отмечалось, в 1955 г. Албания стала членом ООН. Опять же, все эти успехи были возможны в значительной степени благодаря поддержке, оказываемой Советским Союзом.

## Разлад с СССР
Однако, несмотря на все внешнее благополучие, в двусторонних отношениях стали появляться разногласия. Первый признак расхождения в советских и албанских взглядах связан с XX съездом КПСС и взятым курсом на преодоление культа личности — Ходжа, будучи ярым сталинистом, и видя угрозу собственному положению в партии, опасался подобных тенденций.
В дальнейшем, встал вопрос по поводу отношений с Югославией. Если Советский Союз взял курс на восстановление отношений с ФНРЮ, то в Албании такой курс вызвал крайнюю враждебность. Прежде всего, это было связано с внутриполитическим развитием страны и использованием албанским руководством «капиталистически-ревизионистского окружения страны»  для оправдания производящихся в стране репрессий.
Одновременно происходила активизация контактов с коммунистами Китая. Так, в октябре 1954 г. были установлены китайско-албанские торговые связи, когда Китай безвозмездно предоставил НРА различные товары на сумму около 2,5 млн долл. и заем в 12,5 млн долл. В последующие годы происходило существенное увеличение китайской помощи: в 1955 г. кредиты КНР покрывали 4,2 % отрицательного сальдо торгового баланса Албании, в 1956 г. — 17 %, в 1957 г. — уже 21,6 %.
На встрече руководителей компартий в Бухаресте в июне 1960 г. и на международном совещании коммунистических и рабочих партий, проходящей в Москве в ноябре-декабре 1960 г., представители АПТ поддержали компартию Китая, а не КПСС. Последняя, решив наказать Албанию, задержала выплату кредитов и отклонила албанские заявки на поставку советских тракторов. КНР, напротив, в феврале 1961 г. предоставил НРА новый кредит. Албанцы все больше и больше занимали прокитайские позиции. 7 ноября 1961 г. на торжественной встрече по случаю 20-летия АПТ Ходжа впервые публично выступил с антисоветской критикой. Разрыв отношений с СССР становился неизбежным, что и случилось осенью 1961 г. Следом сразу же произошло аннулирование советской стороной уже согласованных кредитов по третьему пятилетнему плану на 1961—1965 гг., из Албании были отозваны советские специалисты, а албанские студенты не смогли продолжить обучение в СССР. Отношения с другими странами социалистического лагеря сохранялись, но уровни дипломатических представительств были понижены. Фактически прекратилось участие Албании в СЭВ, а в 1968 г. Албания сама вышла из ОВД.
В итоге, Советский союз, являвшийся главным союзником Албании на протяжении всех 1950-х гг., уступил свою лидирующую роль Китайской Народной Республике.

## Дружба с Китаем
Хотя албанцы и рассчитывали на то, что помощь из Китая будет даже больше советской, КНР не желала становиться новым донором албанской экономики. Китайская помощь стала поступать в Албанию только в 1963 г., то есть на два года позже, но ни по масштабам, ни по эффективности она не могла сравниться с советской. К тому же, китайцы стремились развивать сельскохозяйственный сектор албанской экономики, что противоречило устремлениям албанского руководства, делающего ставку на развитие тяжелой промышленности.
Всё же, отчасти под давлением албанцев, КНР неоднократно предоставлял НРА кредиты, а по соглашению 1968 г. брал на себя обязательства по оказанию помощи в механизации албанского сельского хозяйства, в проведении геологоразведочных работ, в расширении торгового флота страны, в строительстве более 30 различных объектов. Так, Китаем в Албании были построены в химические заводы в Дурресе, Тиране и Влере, и крупный текстильный комбинат в Берате, инструментальный завод в г. Корча, а также завод по производству минеральных удобрений и завод тракторных запчастей.
Наиболее важным представляется тот факт, что экономическое сотрудничество двух стран сопровождалось идеологическим сближением. Албанское руководство переняло многие маоистские идеи, а три главных постулата — принцип «опоры на собственные силы», теории «осажденной крепости» и «двух сверхдержав», — были положены в основу развития албанского государства. При этом курс «опоры на собственные силы», по китайскому примеру провозглашенный на пленуме ЦК АПТ в июле 1964 г., не означало отказ от внешней помощи, она теперь стала рассматриваться как «интернациональную помощь» желающих помочь.
Кардинальными были изменения в области культуры. В 1967 г. НРА была объявлена атеистическим государством, а все религиозные учреждения были преобразованы в светские культурные заведения. В 1968 г. было принято постановление о революционаризации школы. Главный смысл этого процесса сводился к развитию военной и физической подготовки учащихся, а при школах даже создавались военизированной отряды молодежи. Одновременно велась борьба с космополитизмом и буржуазным влиянием в литературе, происходили гонения на зарубежную литературу, кинематограф и музыку. Также, по аналогии с Китаем, в НРА была проведена военная реформа: были отменены все воинские звания, упразднялось единоначалие, восстанавливался институт политических комиссаров.
Китай, в свою очередь, также получал от сотрудничества с Албанией важную политическую выгоду. Так, будучи полноправным членом ООН, Албания выступала проводником китайских интересов в этой организации. Но выход КНР на международную арену в 1971 г. с приобретением места в ООН серьезно озадачил албанское руководство. Остро Албания реагировала и на улучшение китайско-американских и китайско-югославских отношений. Вновь наметились разногласия в отношениях НРА с её главным союзником.

## Албано-вьетнамские отношения
Дипломатические отношения между Народной Республикой Албанией и Демократической Республикой Вьетнам были установлены 11 февраля 1950 года. Именно тогда НРА официально признала Вьетнам независимым государством.
С 1954 по 1975 год Албания передала Вьетнаму государственную помощь в виде товаров (16,1 миллиона рублей) и помощи населению (1,5 миллиона рублей).
В 1957 году, Хо Ши Мин совершил дружеский визит в НРА.
Народная Республика Албания и Демократическая Республика Вьетнам поддерживали теплые отношения, несмотря на разрыв всех двусторонних связей между Советским Союзом и Албанией в 1960-х годах[3].
В 1974 году Албанию посетил представитель освобожденного Южного Вьетнама Нгуен Хыу Тхо.

После официального объединения Северного и Южного Вьетнама в 1976 году, албанское руководство продолжало подчеркивать дружескую и братскую связь двух народов.
«Наш народ и наша партия приветствовали крупную победу, одержанную вьетнамским народом в своей вооруженной борьбе против американского империализма и его прислужников. Освобождение Южного Вьетнама и объединение всей страны в единое государство ознаменовали собой осуществление высоких национальных чаяний вьетнамского народа, во имя которых он принес бесчисленные жертвы. Мы будем хранить и дальше крепить боевую дружбу, связывающую две наши братские страны». «Международная обстановка и внешняя политика НРА». Энвер Ходжа
6 июня 1977 года Ханой подписал соглашение о культурном и научном сотрудничестве между Вьетнамом и Албанией, а неделю спустя делегация вьетнамских профсоюзов посетила Тирану.
Вьетнам был одной из немногих стран, представителям которой было разрешено присутствовать на похоронах Энвера Ходжи в 1985 году. Соболезнования прочих мировых лидеров (например главы СССР Горбачева) были возвращены отправителю.
Печатный орган ЦК Коммунистической партии Вьетнама, газета «Нян зан», сообщила о кончине албанского лидера 13 апреля 1985 года. В выпуске говорилось о смерти выдающегося деятеля мирового коммунистического и рабочего движения, большого друга трудящихся Социалистического Вьетнама товарища Энвера Ходжи.

### Кампучийско-вьетнамский конфликт
Первоначально, Албания в дипломатическом плане занимала нейтральную позицию в конфликте и выступала за сдерживании пограничных столкновений между Вьетнамом и Демократической Кампучией. АПТ призывала обе стороны сесть за стол переговоров.
«Когда произошли первые конфликты на кампучийско-вьетнамской границе, социалистическая Албания высказалась за то, — и об этом может свидетельствовать весь мир, — чтобы разногласия между двумя соседними странами разрешались посредством переговоров, без вмешательства китайских или советских социал-империалистов. Но это не было сделано». «Китайское руководство с Дэн Сяопином во главе совершило военное нападение на Вьетнам». Энвер Ходжа
К лету 1978 года Албания встала на сторону Ханоя в конфликте между Вьетнамом и Кампучией.
Уже после завершения конфликта победой Вьетнама, Энвер Ходжа делал решительные высказывания критикующие «Красных Кхмеров». Он ссылался на опыт албанского посольства в ДК:
«Антинародная линия этого режима подтверждается и тем, что албанское посольство в кампучийской столице, посольство страны, оказавшей кампучийскому народу всю посильную помощь, держалось в изоляции и даже было окружено колючей проволокой, как концентрационный лагерь. В таком положении находились и другие посольства. Албанским дипломатам известно, что клика Пол Пота и Иенг Сари бесчеловечно обращалась с кампучийским народом. Пномпень превратился в город-пустыню, в опустошенный город, где даже дипломатам трудно было обеспечить себе продукты питания, не было врачей и даже аспирина». «Китайское руководство с Дэн Сяопином во главе совершило военное нападение на Вьетнам». Энвер Ходжа

### Китайско-вьетнамская война
Албания крайне негативно отреагировала на вторжение китайцев в во Вьетнам. Ходжа так же подозревал, что не последнюю роль в разжигании данной войны имеют США.
«Тот факт, что агрессивное нападение на Вьетнам было предпринято сразу же после возвращения Дэн Сяопина из Соединенных Штатов Америки, дает понять, что это нападение пользуется благословением и поддержкой американского империализма. Китайская агрессия против Вьетнама была спроектирована в Пекине и одобрена в Вашингтоне». «Китайское руководство с Дэн Сяопином во главе совершило военное нападение на Вьетнам». Энвер Ходжа
НСРА оказала поддержку Вьетнаму:
«Албанский народ стоит и будет стоять на стороне героического вьетнамского народа, он будет отстаивать его правое дело. Мы полностью уверены в том, что братский вьетнамский народ, который сражался и победил колонизаторов и других империалистов, успешно отразит и вероломное нападение китайских социал-империалистов». «Китайское руководство с Дэн Сяопином во главе совершило военное нападение на Вьетнам». Энвер Ходжа

## Период автаркии и создание мифа о стране с идеальным социализмом
Непосредственно сам разрыв отношений с Китаем произошел в 1978 г., после чего Республика Албания вступила в почти десятилетнюю полосу международной изоляции.
Ещё после разрыва отношений с Югославией появилась теория о «существовании Албании в условиях капиталистического окружения». Как пишет Н. Д. Смирнова, влияние внешних факторов на возникновение трудностей в области экономики завышалось, а тем самым «затушевывались огрехи, допущенные в результате неквалифицированного руководства» со стороны министерств и различных хозяйственных ведомств. Тогда же появилась формула «строить социализм, держа в одной руке кирку, а в другой ружье», что оправдывало непропорционально большие расходы на содержание армии и полицейского аппарата и способствовало поддержанию в стране условий, близких к чрезвычайному положению военного времени.
Вновь к этой формуле албанское руководство обратилось после событий 1956 г. в Венгрии и последовавшего за ними резкого обострения албано-югославских отношений. В стране вновь пошла полоса «шпиономании» и борьбы с ревизионизмом. Огромной публичной огласке было предано уголовное деле двух бывших героев национально-освободительной борьбы времен второй мировой войны, которые по итогам расследования были расстреляны.
В результате ухудшения (а затем и разрыва) отношений с Китаем и отсутствия нового альтернативного партнера албанская пропаганда создала новый миф о том, что Албания представляет собой чуть ли не единственную социалистическую страну, сумевшую полностью сохранить свою идейную чистоту, в том числе и во внешних сношениях. В албанской политике прочно утвердилась формула о том, что Албания никогда не установит отношений с двумя великим державами — империалистическими США и социал-империалистическим СССР.
Вскоре была принята новая конституция, которая закрепила новое название страны — Народная Социалистическая Республика Албания. По сути, новый основной документ страны закрепил идеологизированную идею о том, что в Албании построен «идеальный социализм». Касательно внешней политики в нём говорилось о принципах марксизма-ленинизма как основных для внешнеполитических связей, а также о политике дружбы, сотрудничества и взаимопомощи с социалистическими странами. Однако правом называться социалистическими государствами, в албанском понимании, обладали всего две страны — Куба и Вьетнам.
В итоге практически все контакты с внешним миром оказались свёрнуты, одновременно был провозглашен принцип «опоры только на собственные силы». К примеру, албанское руководство проигнорировало Совещание по безопасности и сотрудничеству в Европе и все подготовительные к нему мероприятия, а также конференцию по проблемам взаимного сокращения армий в Центральной Европе. При этом отношение к миру было крайне враждебным. В албанском обществе действительно существовали убеждения в возможности внешнего нападения на страну. По этой причине в Албании развернулось активное строительство бункеров.
В итоге Албания отказалась в стороне от основных процессов европейской и мировой политики.
Важно, что в самой стране официально не было разногласий по поводу внешнеполитического курса. Так, к примеру, III съезд АПТ в мае-июне 1956 г. зафиксировал единство партии по вопросам внешней и внутренний политики. Однако неоднократно происходили случаи снятия с высоких должностей и исключения из партии за «антипартийную, антимарксистскую и ревизионистскую деятельность». Другими словами, любые попытки критики и внесения изменений в официальный курс, будь то внешней или внутренней политики, в албанском государстве резко пресекались.

## Крушение мифов и восстановление связей с внешним миром
В апреле 1985 г. умер бессменный лидер албанцев Э. Ходжа. К власти пришли новые силы, которые стали осознавать то, что экономические трудности обусловлены скорее внутренними причинами, а не капиталистическо-ревизионистской блокадой. Возникло понимание необходимости перемен, причем как во внутренней, так и во внешней политике. Так, в 1987 г. были установлены дипломатические отношения с ФРГ, в 1987—1989 гг. были повышены до уровня послов дипломатические отношения с ГДР, Болгарией, Венгрией и Чехословакией. Со многими странами, например с Австрией, Швецией, Финляндией, заключались соглашения об экономическом сотрудничестве, о культурном и научном обмене. Албанские делегации стали принимать участие и в различных встречах министров всех ведомств балканских государств.
Но все же, пока НСРА продолжала оставаться закрытой страной. Именно опыт взаимодействия с указанными странами доказал новому албанскому руководству необходимость участия страны в мировых процессах. Как результат, в 1990 г. НСРА выступила с новой внешнеполитической концепцией, позволившей ей стать полноценным участником международных отношений. Сразу же начались переговоры об установление дипломатических отношений с СССР и США, и в начале 1991 г. состоялся официальный обмен послами с обеими странами.
События, начавшиеся в социалистических странах Центральной и Юго-Восточной Европы, оказали воздействие на Албанию: в апреле 1991 г. вновь избранный парламент одобрил новый конституционный закон, в соответствие с которым Албания провозглашалась демократическим правовым государством. История НСРА и её внешней политики завершилась.